# Kydaniwka
Kydaniwka (ukr. Киданівка, hist. pol. Kidanówka) – wieś na Ukrainie, w obwodzie kijowskim, w rejonie obuchowskim, w hromadzie Bohusław. W 2001 liczyła 743 mieszkańców, spośród których 740 wskazało jako ojczysty język ukraiński, a 3 rosyjski.